# Эпплтон, Ллойд
Ллойд Отто Эпплтон (англ. Lloyd Otto Appleton; 1 февраля 1906, Эджвуд, Айова, США — 17 марта 1999, Оберлин, Огайо, США) — американский борец вольного стиля, серебряный призёр Олимпийских игр 1928 года.

## Биография
В старшей школе Эджвуда занимался бейсболом и баскетболом.
Борьбой занимался во время обучения в колледже Корнелла, где в течение четырёх лет не проиграл ни одной встречи. В 1927 году занял второе место на чемпионате страны. В 1928 году стал чемпионом Среднего Запада по версии Amateur Athletic Union и чемпионом страны по этой же версии.
На Летних Олимпийских играх 1928 года в Антверпене боролся в весовой категории до 72 килограммов (полусредний вес). На этих играх был введён регламент, в соответствии с которым борец получал в схватках штрафные баллы. Набравший 5 штрафных баллов спортсмен выбывал из турнира. Турнир проводился по системе Бергваля. В полусреднем весе борьбу вели 9 борцов
Ллойд Эпплтон победил в трёх встречах, но в финале уступил Арво Хаависто и перешёл в турнир за второе место. В турнире за второе место победил в двух встречах и стал серебряным призёром игр.
См. таблицу турнира
После игр несколько лет продолжал бороться, и даже прошёл отбор на Олимпийские игры 1932 года, но остался лишь запасным.
С 1928 по 1934 год преподавал в школах в штатах Мэн и Массачусетс. После окончания университета Нью-Йорка в области образования, с 1936 года в течение более чем тридцати лет работал в Академии Вест-Пойнт, из них девятнадцать лет (1936—1955) тренировал борцовскую команду. С 1956 по 1970 год был профессором кафедры физвоспитания в той же академии, став первым невоенным профессором в истории Вест-Пойнта. В 1958 году был награждён медалью «За гражданские заслуги», став первым её обладателем со дня её утверждения.
Автор пособия Wrestling for Military Leadership, в котором раскрываются программа борьбы для военнослужащих, порядок подготовки и проведения соревнований по борьбе.
Член Национального Зала славы борьбы (1983) и Зала славы борьбы Айовы.